# Frank Denver
Frank Denver (* 10. Juni 1827 in Virginia; † 8. August 1875 in San Francisco, Kalifornien) war ein US-amerikanischer Politiker. Von 1871 bis 1875 war er Vizegouverneur des Bundesstaates Nevada.

## Werdegang
Die Quellenlage über Frank Denver ist sehr schlecht. Er kam als Beauftragter der Central Pacific Railway nach Nevada. Dort schlug er als Mitglied der Demokratischen Partei eine politische Laufbahn ein.
1870 wurde Denver an der Seite von Lewis R. Bradley zum Vizegouverneur von Nevada gewählt. Dieses Amt bekleidete er von  1871 bis 1875. Dabei war er Stellvertreter des Gouverneurs und Vorsitzender des Staatssenats. Außerdem leitete er bis 1873 das Staatsgefängnis. Bei einer Gefangenenrevolte wurde er 1871 verletzt. Im Jahr 1873 wurde die Staatsverfassung geändert. Fortan waren die Vizegouverneure nicht mehr Leiter des Staatsgefängnisses. Denver wehrte sich erfolglos dagegen. Über Denver ist ansonsten nur bekannt, dass er beim Bau einer mautpflichtigen Straße im White Pine County beteiligt war und die zum Bau des Staatskapitols und des Staatsgefängnisses benötigten Steine aus seinem Steinbruch lieferte. Das deutet darauf hin, dass er beruflich in dieser Branche tätig war.